# Hammaptera chloridata
Hammaptera chloridata là một loài bướm đêm trong họ Geometridae.